# إكسورة إسفينية الأوراق
إكسورة إسفينية الأوراق (الاسم العلمي:Ixora cuneifolia) هي نوع من النباتات تتبع جنس الإكسورة من الفصيلة الفوية.